# Улица Фурманова (Екатеринбург)
У́лица Фу́рманова (до 1938 — 1-я Загородная улица) расположена в Екатеринбурге между улицами Шаумяна и Цвиллинга в жилых районах Южный и Юго-Западный Ленинского административного района города. Направлена с запада на восток, общая протяжённость улицы — около 3000 м. Своё современное название улица получила в честь советского писателя Д. А. Фурманова.

## История и достопримечательности
Улица начала застраиваться во второй половине XIX века, открывая систему семи загородных улиц. На плане Екатеринбурга 1888 года расположена между 2-м Уктусским переулком (улица Сурикова) и Гилевской ул. (улица Цвиллинга). Улица выполняет роль важной магистрали, разгружающей городской центр от транзитного автотранспорта.

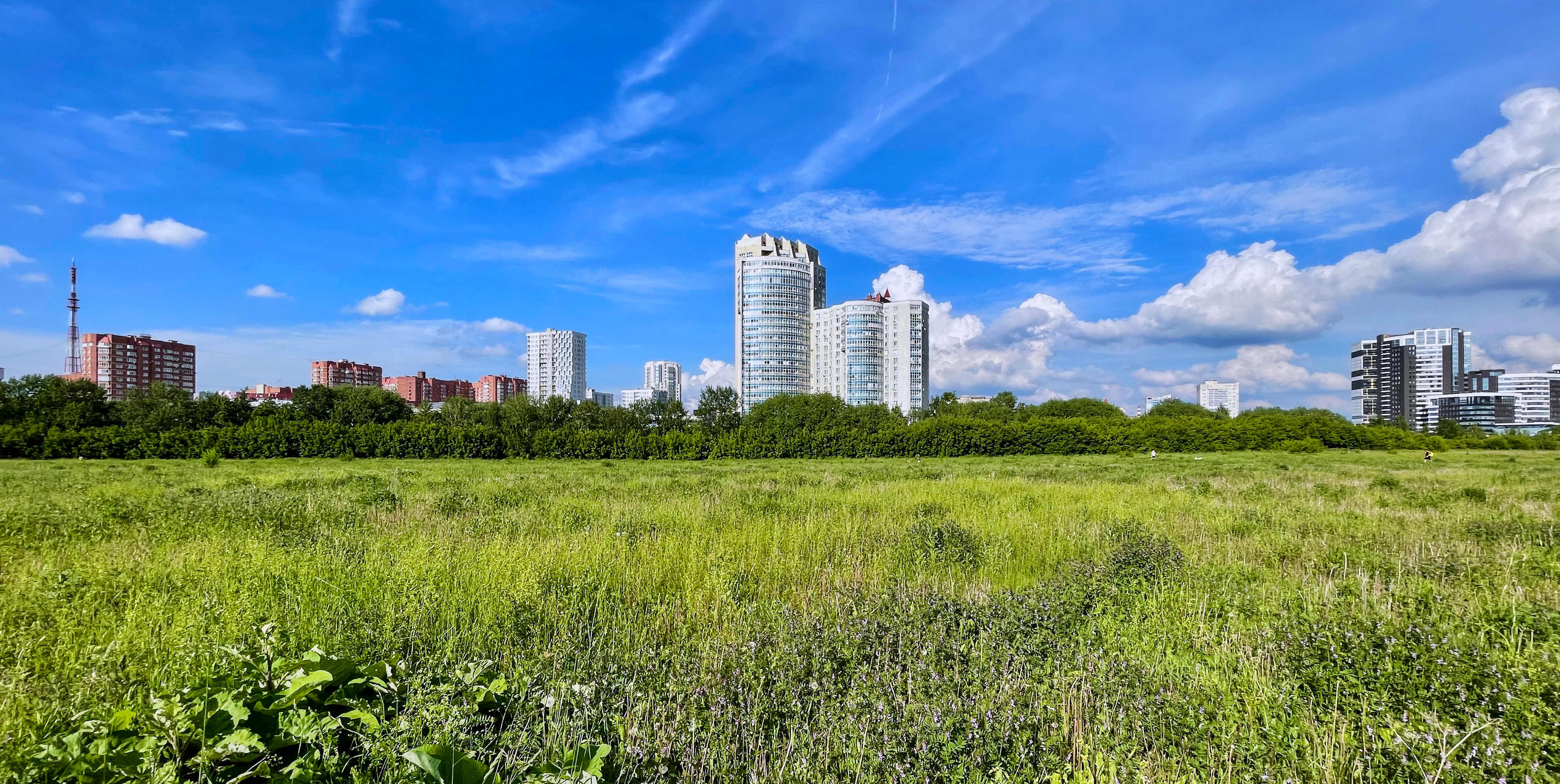
Пустырь у восточной оконечности улицы, справа — жилой комплекс «Высокий Берег»
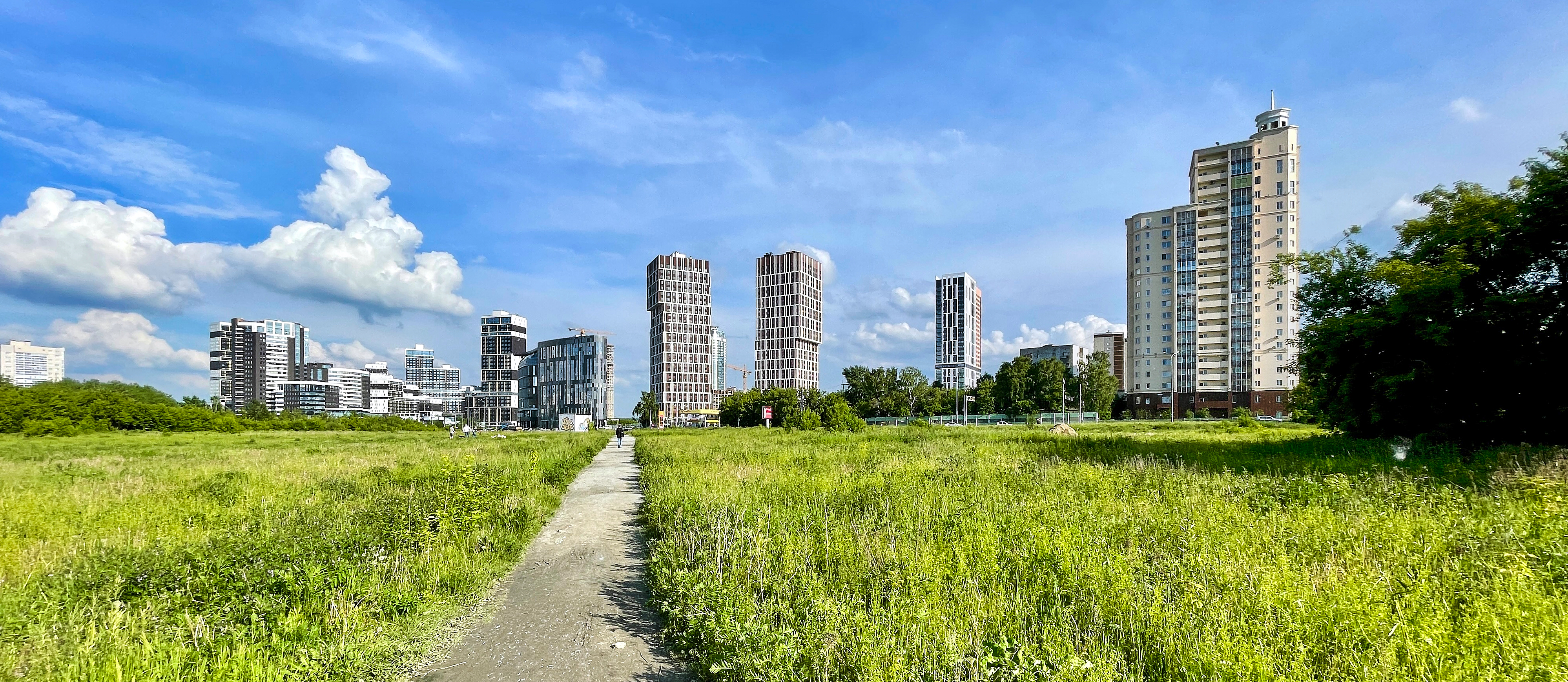
Вид пустыря в сторону улицы Фурманова
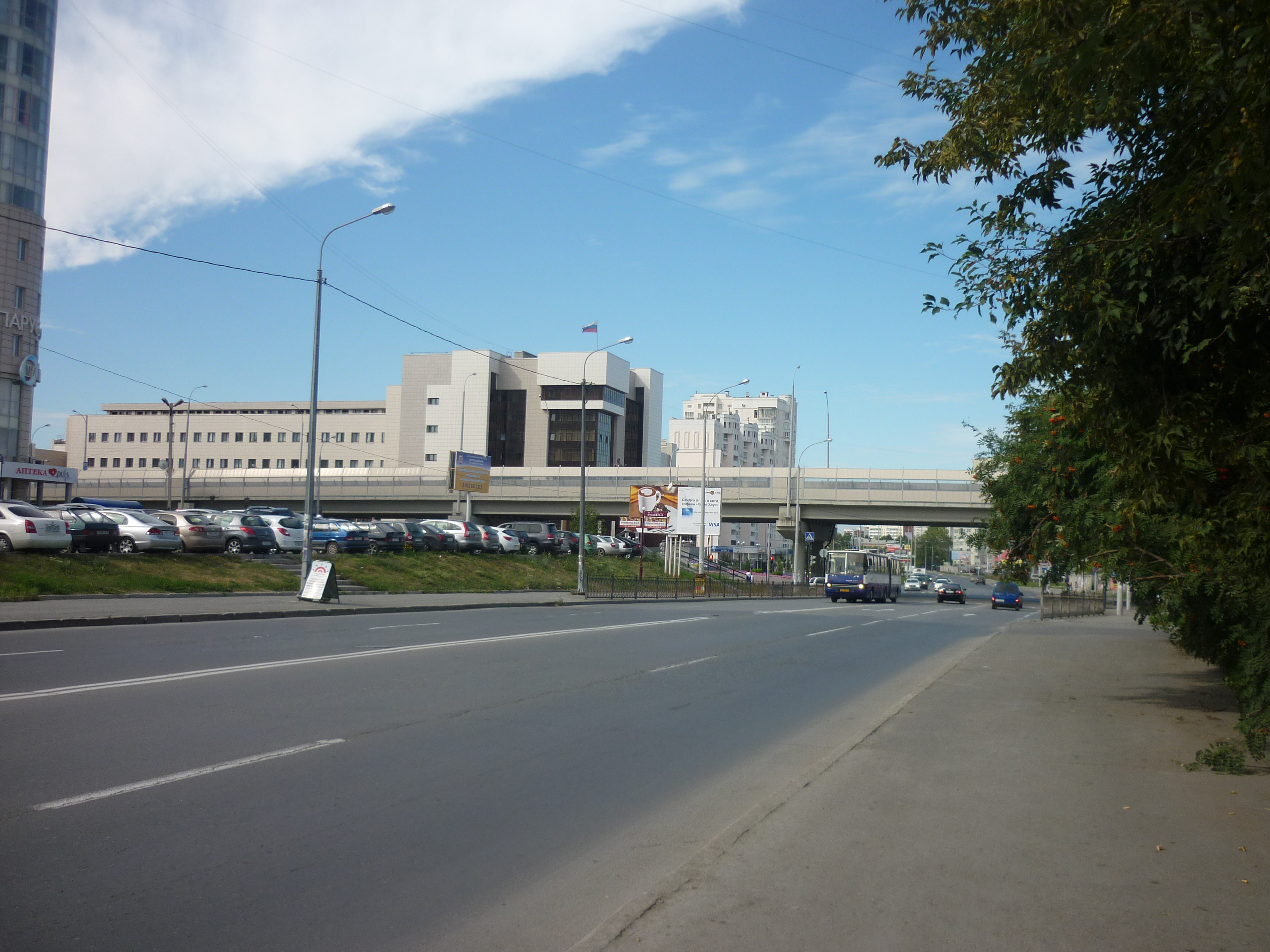
Вид на Дворец Правосудия с улицы Фурманова
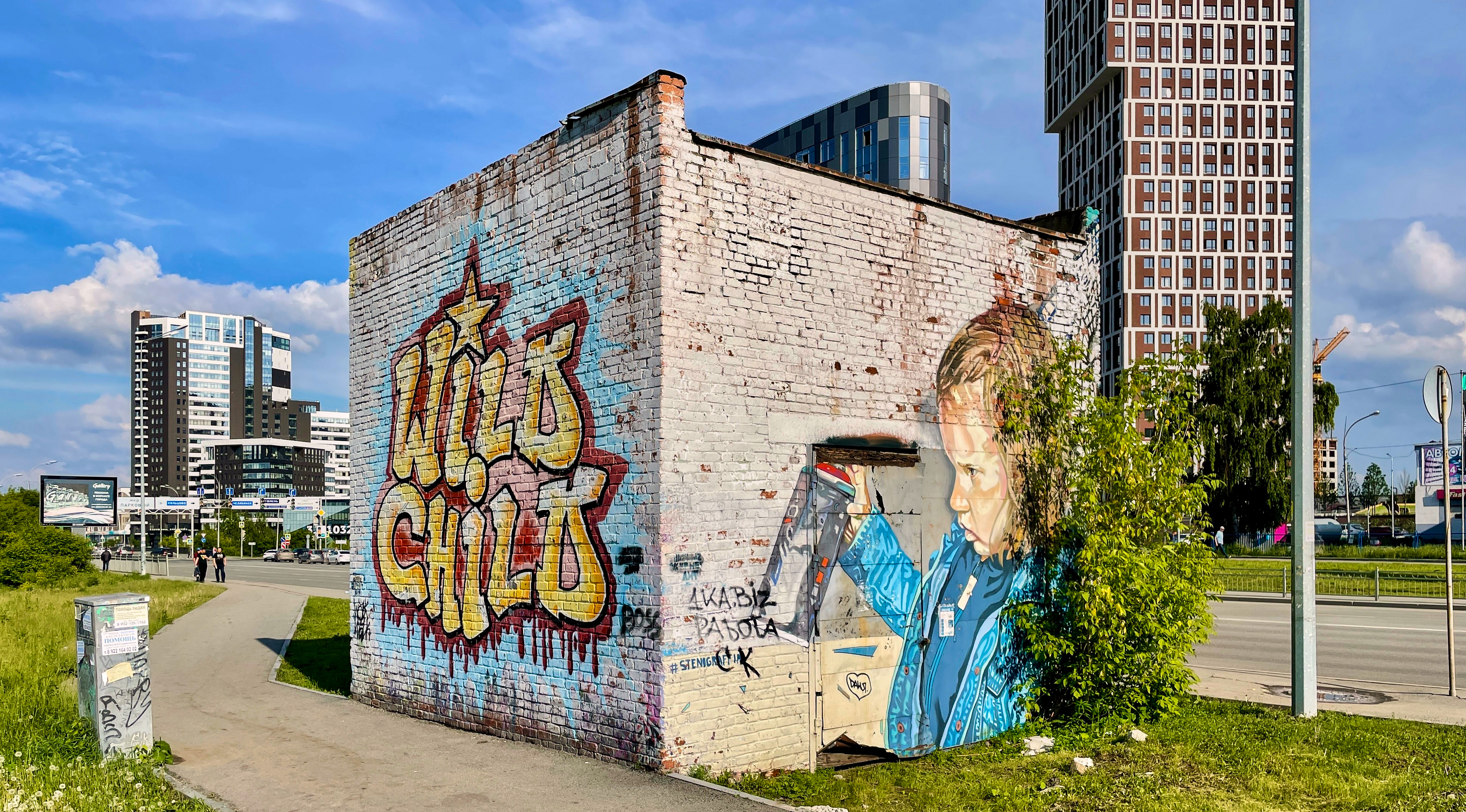
Граффити